# オート＝アルプ県の郡
オート＝アルプ県の郡では、フランスのオート＝アルプ県にある郡について解説する。

## 郡の一覧
オート＝アルプ県には、2つの郡が存在し、2郡の合計で、30の小郡、177のコミューンがある。
- ブリアンソン郡（郡庁所在地：ブリアンソン）

7の小郡、38のコミューンがある。郡の人口は、1990年には31,042人、1999年には32,124人で、3.49％増加している。
- ギャップ郡（県庁所在地：ギャップ）

23の小郡、139のコミューンがある。郡の人口は、1990年には82,258人、1999年には89,295人で、8.55％増加している。